# 499 г. пр.н.е.

## Събития

### В Азия

#### В Персийската империя
- Цар на Персийската (Ахеменидска) империя e Дарий I (522 – 486 г. пр.н.е.).[1]
- Започва планираната през предната година персийска експедиция срещу Наксос, но жителите се оказват подготвени за съпротива, което довежда до четиримесечна обсада завършила неуспешно за нападателите. Останали без провизии и финансови средства персийците са принудени да се оттеглят.[2]
- Тиранът на Милет Аристагор, който е подбудител на експедицията изпада в неизгодно положение и се опасява от гнева на Дарий, поради което решава да вдигне на въстание срещу персите йонийските градове.
- Начало на Йонийското въстание:
  - Аристагор обявява своята абдикацията и установяването на изономия т.е. равенство на хората в политиката и пред закона.[3]
  - Изпратено е съобщение до все още събрания флот от експедицията, който се състои предимно от сили предоставени от йонийските градове и които са командвани от тираните на тези градове. Тези тирани са заловени и предадени на населението на съответните градове, което довежда до прокуждането на повечето от тях.[3]
  - Към края на годината Аристагор заминава за Гърция да търси подкрепа за въстанието.

### В Европа

#### В Гърция
- През зимата на 499/8 г. пр.н.е. Аристагор посещава Спарта, но цар Клеомен I отказва да подпомогне въстанието. Посещението му в Атина обаче довежда до подготвянето и изпращането на помощ от 20 атински и 5 еретрийски кораби.[4]

#### В Римската република
- Консули (499/498 г.пр.н.е.) са Тит Ебуций Хелва и Гай Ветурий Гемин Цикурин.
- Пренесте напуска Латинския съюз и сключва съюз с Рим.[5]
- Избухва война между римляните и Латинския съюз. Авъл Постумий Алб Региленсис е назначен за диктатор. Той ръководи римляните до победа в битката битката при Регилското езеро (през тази или през 496 г. пр.н.е.)[5]